# Patrat
Patrat is een Pokémon geïntroduceerd in Pokémon Black en White, generatie vijf. Op level twintig evolueert Patrat in Watchog.

## Verschijningen in het wild
Patrat komt in Pokémon Black en White voor op route 1, route 2 en route 3. Het laagst mogelijke level is Patrat op route 1, level 2.

## Verschijningen bij trainers
Patrat wordt in het begin van Pokémon Black en White veel gebruikt door allerlei vijandige trainers en team Plasma. Later in het spel komt Patrat niet meer voor.